# Wallace Shaw
Wallace Franklin Shaw (ur. 2 lutego 1870 w Watervliet, zm. 3 czerwca 1960 w Westfield) – amerykański golfista, olimpijczyk z Saint Louis.
Shaw startował jedynie na Igrzyskach Olimpijskich w Saint Louis w 1904 roku. Podczas tych igrzysk reprezentował swój kraj w zawodach indywidualnych mężczyzn. W pierwszej części eliminacji uzyskał 107 punktów, a w drugiej zdobył 102 punkty, a łącznie zgromadził ich 209. Wynik ten dał mu 62. miejsce eliminacji (do Ralpha McKittricka (zwycięzcy eliminacji) stracił 46 punktów), lecz do następnej fazy eliminacji awansowało jedynie 32 golfistów, a tym samym Shaw odpadł z rywalizacji, kończąc udział w igrzyskach na eliminacjach.